# Jari Vilén
Jari Pekka Olavi Vilén (ur. 17 kwietnia 1964 w Kemi) – fiński polityk i dyplomata, poseł do Eduskunty, w latach 2002–2003 minister, ambasador Finlandii oraz Unii Europejskiej.

## Życiorys
W 1990 ukończył studia nauczycielskie, po czym podjął pracę jako asystent na Uniwersytecie w Oulu. Później był doradcą w Parlamencie Europejskim i urzędnikiem w radzie regionu Laponia. Zasiadał w radach miejskich w Kemi i Rovaniemi.
Działacz Partii Koalicji Narodowej. W latach 1999–2007 przez dwie kadencje sprawował mandat deputowanego do fińskiego parlamentu. Reprezentował Eduskuntę w Konwencie Europejskim, gdzie zastąpił Mattiego Vanhanena. Od stycznia 2002 do kwietnia 2003 sprawował urząd ministra handlu zagranicznego w drugim rządzie Paava Lipponena. Był też wówczas ministrem w kancelarii premiera oraz w ministerstwie handlu i przemysłu. Odpowiadał za współpracę z OECD, politykę konkurencji i handlową oraz sprawy dotyczące ochrony konsumentów i turystyki.
W 2007 mianowany ambasadorem Finlandii w Budapeszcie. W 2012 przeszedł na stanowisko ambasadora Finlandii w Warszawie. W 2014 został ambasadorem Unii Europejskiej przy Radzie Europy. Funkcję tę pełnił do 2018. W 2023 objął urząd ambasadora Finlandii w Kanadzie, który sprawował do 2024.

## Życie prywatne
Jari Vilén jest żonaty, ma syna.

## Publikacje
- Jari Vilen, Markku Jokisipilä, Kiitoskortti Hitleriltä. SS-mies Jorma Laitisen päiväkirjat 1941–1943, Minerva, Helsinki 2020, ISBN 9789523129832.
- Jari Vilen, Suurlähettiläänä kuohuvassa Keski-Euroopassa, Minerva, Helsinki 2021, ISBN 9789523753655.